# Welsh Guards
Le Guardie Gallesi (Welsh Guards, abbreviato in WG), parte della Divisione Guardie (Guards Division), sono uno dei reggimenti di Guardie a piedi dell'esercito britannico.